# Липская улица (Киев)
Ли́пская у́лица (укр. Ли́пська ву́лиця) — улица в Печерском районе города Киева, местность Липки. Пролегает от улицы Михаила Грушевского до улицы Филиппа Орлика.
Примыкают Институтская улица и Липский переулок.

## История
Улица образовалась в начале XIX века под нынешним названием — от липовой аллеи, проходившей здесь через виноградный и шелковичный сады. Сад и аллея были посажены в XVIII веке, вырублены в 1826 году по приказу Киевского военного губернатора из-за отведения местности под новую застройку. С 1869 года носила название Екатерининская улица (в честь российской императрицы Екатерины II). С 1919 года — улица Розы Люксембург, в честь деятеля немецкого и международного рабочего движения Розы Люксембург. Во время немецкой оккупации города в 1941–1943 годах — Тюрингерштрассе (нем. Thüringer Str.) и Дойчештрассе (нем. Deutsche Str., укр. Німецька). Современное название — с 1993 года.
В 1918 г. в доме № 16 (бывший особняк графа Уварова) находилась резиденция главы германского оккупационного режима на Украине фельдмаршала Германа фон Эйхгорна. 30 июля 1918 года Эйхгорн был убит напротив дома, на углу Екатерининской и Липского переулка, бомбой, брошенной левым эсером Борисом Донским.

## Здания и учреждения
- № 4 Особняк Закса

- № 5 Отель «Национальный»
- № 10 Офисный центр — (особняк Николая Леопардова, 1875 год)
- № 12/5 Библиотека № 149
- № 15/17 Киевский академический театр юного зрителя на Липках
- № 16-а Украинский институт национальной памяти
- № 18/5 Государственная судебная администрация Украины — (училище Николая Бунге, 1904 год)

## Памятники истории и архитектуры
| Изображение | Доска | Наименование памятника | Датировка | Место расположения | Охранный № |
|             |       | Жилой дом              | 1930-е    | ул. Липская, 12/5  |            |
|             |       | Особняк семьи Ивенсен  | 1883      | ул. Липская, 2/22  | 387        |
|             |       | Особняк Маркуса Закса  | 1896      | ул. Липская, 4     |            |
|             |       | Особняк графа Уварова  | 1912      | ул. Липская, 16    | 97-Ки      |

## Мемориальные и аннотационные доски
| Изображение | Кому посвящена | Адрес             | Дата установления |
|             | Розе Люксембург | ул. Липская, 19/7 | 1965              |
|             | Ковпаку Сидору Артемьевичу; на здании, где он жил в 1960—1967 годах; бронза, барельеф; скульптор В. В. Сухенко, архитектор С. П. Тутученко | ул. Липская, 12/5 | 1980              |